# Philipp Stojanovic
Philipp Stojanovic (* 15. April 1982 in Regensburg) ist ein kroatischer Poolbillardspieler.

## Karriere
Stojanovic erreichte sein bisher einziges Euro-Tour-Viertelfinale bei den Czech Open 2006. Er verlor dieses jedoch gegen Stephan Cohen mit 5:9.
2006 nahm er außerdem, gemeinsam mit Ivan Kralj als kroatisches Team, am ersten World Cup of Pool teil. Sie schieden jedoch in der ersten Runde gegen den Vietnam mit 8:9 aus.
2007 erreichte er gemeinsam mit Ivica Putnik das Achtelfinale.
Anschließend gelang es ihm in die KO-Runde der 9-Ball-WM einzuziehen, in der er jedoch in der ersten Runde gegen Oliver Ortmann verlor.
2008 und 2009 nahm Stojanovic wieder mit Putnik am World Cup of Pool teil.
Nachdem sie 2008 das Achtelfinale erreichten, schieden sie 2009 in der ersten Runde aus. 2010 und 2012 schied er, nun mit Karlo Dalmatin als Doppel-Partner, erneut in der ersten Runde aus.
Im Juli 2009 überlebte er einen Autounfall, wobei er sich einen mehrfachen Wirbelsäulenbruch zuzog. Entgegen der ärztlichen Prognose kehrte er in den Profisport zurück und belegte auf der Euro-Tour 2010 den 27. Platz und qualifizierte sich für alle drei Weltmeisterschaftsturniere. 